# 太陽風暴列表
太陽風暴是太陽引起的現象，通常與來自太陽黑子活動區的太陽閃焰引起的日冕雲和日冕大量拋射相關聯，也有少數與日冕洞關。大多數活著的恆星都會對太陽物理學領域研究的太空天氣產生干擾；這是與許多領域，像是恆星天文學和行星科學結合的一個學門。在太陽系，太陽可以產生劇烈的地磁和質子風暴，對無線電通訊設施衛星通訊和相關太空科技（包括全球衛星定位系統）的暫時或永久的損壞，使廣大區域的電力供應中斷造成停電。強烈的太陽風暴也可能危害在高緯度、高海拔飛航的飛機與載人太空航具磁暴是極光現象發生的原因。已知最強烈的太陽風暴發生在1859年9月，稱為卡林頓事件。最強大的太陽風暴造成的損失，對現代人類的文明構成極大的威脅。

## 值得注意的事件

### 電磁、地磁、和/或質子風暴

#### 間接證據
- 2225 BCE[5]
- 1485 BCE[5]
- 95 CE[5]
- 265 CE[5]
- 774年至775年间碳14飙升[6]
- 993-994 CE[7]
- 1460 CE[5]
- 1505 CE[5]
- 1719 CE[5]
- 1810 CE[5]

#### 直接測量
- 1859年太陽風暴（卡靈頓事件）
- 1882年11月17日的極光
- 1921年5月磁暴
- 1989年3月磁暴
- 1989年8月[8]
- 巴士底日事件（2000年7月14日）
- 2003年萬聖節太陽風暴[9]
- 2024年5月太阳风暴

### 不影響地球的事件
- 2012年太陽風暴

## 外部連結
- The Most Powerful Solar Flares Ever Recorded（页面存档备份，存于） (NASA's SpaceWeather.com)
- Solar Proton Events Affecting the Earth Environment (1976 - present)（页面存档备份，存于） (SWPC)
- Archive of the most severe solar storms（页面存档备份，存于） (Solarstorms.org)
- GOES X-ray Solar Imager Greatest Hits（页面存档备份，存于）